# ایرگسمچه
ایرگسمچه (به مجاری: Iregszemcse) یک شهرداری در مجارستان است که در ناحیه تاماشی واقع شده‌است. ایرگسمچه ۵۸٫۳۳ کیلومتر مربع مساحت و ۲٬۷۹۶ نفر جمعیت دارد.